# Adama Coulibaly (ministre)
Pour les articles homonymes, voir Adama Coulibaly et Coulibaly.
Adama Coulibaly  est un économiste et homme politique ivoirien. Il est ministre des Finances et du Budget de la république de Côte d'Ivoire depuis le 17 octobre 2023 sous le gouvernement Beugré Mambé. Depuis le 21 octobre 2023, Il est maire de la ville de Dimbokro.

## Biographie

### Formation et carrière au PNUD (1980-2014)
Adama Coulibaly obtient un doctorat en sciences économiques à l'université Panthéon-Sorbonne. 
Il commence sa carrière en 1983, en tant qu'enseignant-chercheur à l'université Félix-Houphouët-Boigny d’Abidjan et au Centre ivoirien de recherches économiques et sociales (CIRES),.
En 1990, il est recruté par le Programme des Nations unies pour le développement (PNUD). Après quelques années d’activité au sein du bureau de la représentation à Abidjan, il rejoint le bureau du PNUD à New-York, en qualité d'économiste principal, couvrant plusieurs pays. Il est ensuite nommé représentant résident adjoint avec pour responsabilité la gestion du bureau du PNUD au Burundi.
En 2008, Adama Coulibaly accède au poste de directeur pays au sein du PNUD. À ce titre, il a la responsabilité de la mise en œuvre de la politique et des programmes du PNUD en Guinée et en République démocratique du Congo,.

### Retour en Côte d'Ivoire et entrée en politique (depuis 2014)
En janvier 2014, Adama Coulibaly revient en Côte d'Ivoire et est nommé directeur de cabinet du ministre de l’Économie et des Finances, Nialé Kaba.
Le 4 septembre 2019, il quitte ses fonctions pour être nommé ministre de l’Économie et des Finances. 
Le 6 avril 2021, il est reconduit dans ces fonctions sous le gouvernement Achi. 
Le 17 octobre 2023, il est nommé ministre des finances et du Budget dans le gouvernement Beugré Mambé,,,.
Le 2 septembre 2023, il est élu maire de la ville de Dimbokro et entre en fonction le 21 octobre 2023,,.
En décembre 2022, Adama Coulibaly est désigné à la présidence du Conseil des ministres de l’Union monétaire ouest africaine (UMOA) à compter du 1er janvier 2023.